# Димитър Точев
Димитър Василев Точев е български поет, писател и журналист. Завършва гимназия в Никопол и висше образование в Софийски университет „Св. Климент Охридски“, специалност „Държавни и правни науки“. Автор е на няколко десетки книги, театрални, телевизионни и радиопиеси, както и на текстове на поп песни, между които:
- „Светът е за двама“ по музика на Мария Нейкова, в изпълнение на Орлин Горанов;
- „Завръщане“ и „Жан Валжан“ на група Домино,
- „Яворова пролет“ по музика на Светозар Русинов, в изпълнение Мими Иванова, Паша Христова и Мария Нейкова[1]
- „Пролетно настроение“ по музика на Янко Миладинов, в изпълнение на Лили Иванова и Асен Гаргов[2],
- „Сбогуване“ по музика на Александър Йосифов, аранжимент на Борислав Панов в изпълнение на Васил Найденов
- „Ручей“ по музика на Янко Миладинов, в изпълнение на Лили Иванова и Асен Гаргов[3], и други.

През 1960-те работи в Москва в подразделение на Държавния комитет за телевизия и радио към Министерския съвет на СССР, излъчващо предаванията за чужбина. В ефир се представя с руското име Петя Ласточкин и се ползва със статута на руски служител, а не на чужд кореспондент. Работи в Българското национално радио и Агенция „София прес“, дългогодишен сътрудник на вестник „Дума“.
Точев е носител на два ордена „Кирил и Методий“ и на „Златното перо“. Лауреат е на множество национални и международни награди, в това число и на две световни – Хелзинки и Атина.
Псевдоним – „Дунавец“.